# Dolnje Prapreče
Dolnje Prapreče so naselje v občini Trebnje.
Dolnje Prapreče stojijo na nizkih terasah levega brega Temenice, ki večkrat poplavlja Loko in Gmajno. Ob večjem deževju zalije sosednjo Šentlovrenško dolino tudi obdobni Potok, ki se na vzhodni strani vasi zliva v Temenico. V bližini je bilo izkopanih več rimskih predmetov, v gozdu Smrdica pa najdeni tudi ostanki rimskih grobov.  V prapreškem zaselku Kazina, ob cesti poleg Šentlovrenca, je bila pred vojno gostilna in trgovina, iz Dolnjih Prapreč pa je bil doma generalmajor Ivan Lavrič pl. Zaplaški (1850 - 1941).